# Moritz Conradi
Moritz Conradi, Suisse de Russie, a assassiné un diplomate soviétique en 1923, en marge de la Conférence de Lausanne (1922-1923).

## Biographie
Moritz Conradi est issu d'une famille suisse originaire des Grisons et établie à Saint-Pétersbourg. Se destinant comme son père à la chimie, il entreprend des études à l'École polytechnique de Saint-Pétersbourg, mais les interrompt en 1914 après une seule année pour entrer dans l'armée impériale russe et prendre part à la Première Guerre mondiale (avec l'autorisation de l'empereur car Conradi est citoyen helvétique). Servant sur le front roumain, il rejoint les forces du général Drozdovski et combat dans les rangs des armées blanches (notamment au sein de la division de Drozdovski en tant qu'adjudant personnel du colonel Anton Tourkoul) lors de la guerre civile russe. Son père, son oncle et un de ses frères sont victimes de la terreur rouge.
Rentré en Suisse en 1921, il fréquente les émigrés russes, nombreux dans ce pays. Le 10 mai 1923, en marge de la Conférence de Lausanne sur la question d'Orient, Conradi assassine d’un coup de pistolet le diplomate russe Wacław Worowski ainsi que deux de ses collaborateurs (Ivan Arens et Maxime Divilkovski) au cours d’un dîner à l’hôtel Cecil. Conradi est jugé par les tribunaux ordinaires vaudois et, sous l’influence de nombreux émigrés russes contribuant à un climat général anti-soviétique, le procès devient celui du bolchévisme et de la révolution russe. À la suite d'une brillante plaidoirie de l’avocat Théodore Aubert, Conradi est acquitté. Cette relaxe, juridiquement infondée, a fait grand tort à la réputation de la justice helvétique et a brouillé pour plusieurs années les relations diplomatiques entre la Suisse et l’Union soviétique.
L'avocat de Conradi, Théodore Aubert, très engagé, a fondé l'Entente internationale anticommuniste (EIA) pour lutter contre la Troisième Internationale (Komintern).

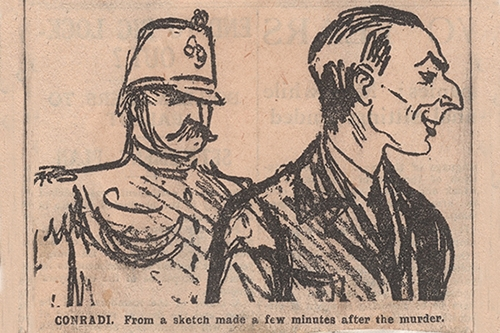
Croquis lors du procès.

## Sources
- Fonds : Affaire Conradi-Vorowsky (1923) [1 enveloppe].  Cote : S 239/113. Archives cantonales vaudoises (présentation en ligne).
- Fiche de police de Conradi au Musée historique de Lausanne[4].